# Finally Rich
Finally Rich este albumul de debut a lui Chief Keef . El a fost lansat la data de 18 decembrie 2012. Contine hit-uri precum : "I don't like" , "Kay , kay" , "Love Sosa" etc. Este albumul care l-a facut faimos pe Chief Keef.